# Saison 1956-1957 de l'AS Saint-Étienne
Chronologie
Saison précédente Saison suivante
Cette page présente la saison 1956-1957 de l'AS Saint-Étienne. Le club évolue en Division 1, en Coupe de France, en Coupe Drago, en Coupe Latine et lors du Trophée des Champions.

## Résumé de la saison
- Grande saison avec le premier titre de champion de France de l’ASSE. L’ASSE jouera également en fin de la saison la dernière édition de la Coupe Latine ainsi qu’en début de saison prochain ses premiers matchs de Coupe d’Europe.

## Équipe professionnelle

### Transferts
Sont considérés comme arrivées, des joueurs n’ayant pas joué avec l’équipe 1 la saison précédente.
| Nom                | Nationalité | Poste     | Transfert | Provenance/Destination | Division      |
| ------------------ | ----------- | --------- | --------- | ---------------------- | ------------- |
| Arrivées           |             |           |           |                        |               |
| Michel Tylinski    |             | Milieu    | -         | -                      | Formé au club |
| Pierre Sbaïz       |             | Défenseur | Transfert | Perpignan              | Division 2    |
| Juan Casado        |             | Défenseur | -         | -                      | Formé au club |
| Paul Joz           |             | Milieu    | -         | -                      | Formé au club |
| Michel Cristobal   |             | Milieu    | Transfert | Orléans                | CFA           |
| Bernard Lefèvre    |             | Attaquant | Transfert | Lille OSC              | Division 2    |
| Armand Fouillen    |             | Attaquant | Transfert | Lorient                | CFA           |
| Lucien Baudino     |             | Milieu    | -         | -                      | Formé au club |
| Départs            |             |           |           |                        |               |
| Jacques Ferrière   |             | Gardien   | Transfert | Perpignan              | Division 2    |
| Jean De Cecco      |             | Défenseur | Transfert | Nantes                 | Division 2    |
| Koczur Ferry       |             | Milieu    | Transfert | OGC Nice               | Division 1    |
| Jacques Foix       |             | Attaquant | Transfert | OGC Nice               | Division 1    |
| Joseph Ibanez      |             | Milieu    | Transfert | Perpignan              | Division 2    |
| Dominique Collados |             | Attaquant | Transfert | Nantes                 | Division 2    |
| Claude Orosco      |             | Attaquant | Transfert | FC Rouen               | Division 2    |

### Championnat

#### Matchs allers
| Date       | N o | Adversaire             | Lieu | Résultat | Buteurs pour Saint-Étienne                                              | Points | Classement |
| ---------- | --- | ---------------------- | ---- | -------- | ----------------------------------------------------------------------- | ------ | ---------- |
| 19/08/1956 | J01 | OGC Nice               | Ext. | 2 – 2    | Rijvers 15e, Mekloufi 78e                                               | 1      | 8          |
| 26/08/1956 | J02 | Olympique de Marseille | Dom. | 6 - 3    | Rijvers 6e, Mekloufi 16e 56e (pen.) 64e, N’Jo Léa 41e, Domingo 75e      | 3      | 3          |
| 04/09/1956 | J03 | RC Lens                | Dom. | 3 - 1    | N’Jo Léa 32e, Mekloufi 51e, Lefèvre 90e                                 | 5      | 1          |
| 09/09/1956 | J04 | FC Nancy               | Ext. | 1 - 7    | N’Jo Léa 3e, Lefèvre 8e 61e, Rijvers 38e, Mekloufi 56e 83e, Domingo 67e | 7      | 1          |
| 16/09/1956 | J05 | UA Sedan-Torcy         | Ext. | 2 - 6    | N’Jo Léa 23e 39e, 75e, Lefevre 78e 89e, Mekloufi 90e                    | 9      | 1          |
| 23/09/1956 | J06 | FC Metz                | Dom. | 2 - 0    | Oleksiak 10e, N’Jo Léa 58e                                              | 11     | 1          |
| 30/09/1956 | J07 | Stade de Reims         | Ext. | 4 - 5    | N’Jo Léa 1re, Rijvers 25e, Mekloufi 27e, 73e 90e                        | 13     | 1          |
| 14/10/1956 | J08 | Angers SCO             | Dom. | 3 - 0    | Mekloufi 75e 77e, N’Jo Léa 79e                                          | 15     | 1          |
| 28/10/1956 | J09 | Olympique lyonnais     | Ext. | 1 - 3    | N’Jo Léa 15e, Mekloufi 56e, Lefèvre 69e                                 | 17     | 1          |
| 04/11/1956 | J10 | RC Paris               | Ext. | 1 - 2    | N’Jo Léa 47e 65e                                                        | 19     | 1          |
| 18/11/1956 | J11 | RC Strasbourg          | Dom. | 2 – 2    | N’Jo Léa 7e, Lefèvre 29e                                                | 20     | 1          |
| 25/11/1956 | J12 | FC Sochaux             | Dom. | 6 - 0    | Mekloufi 7e 55e 77e, N’Jo Léa 35e 43e 88e                               | 22     | 1          |
| 02/12/1956 | J13 | Stade rennais UC       | Ext. | 1 - 0    | -                                                                       | 22     | 1          |
| 09/12/1956 | J14 | AS Monaco FC           | Dom. | 0 - 1    | -                                                                       | 22     | 1          |
| 16/12/1956 | J15 | US Valenciennes-Anzin  | Ext. | 1 – 1    | Mekloufi 77e                                                            | 23     | 1          |
| 23/12/1956 | J16 | Toulouse FC            | Dom. | 0 – 0    | -                                                                       | 24     | 1          |
| 25/12/1956 | J17 | Nîmes Olympique        | Dom. | 4 - 0    | Rijvers 16e, Lefèvre 27e, N’Jo Léa 37e 85e                              | 26     | 1          |

#### Matchs retours
| Date       | N o | Adversaire             | Lieu | Résultat | Buteurs pour Saint-Étienne                                 | Points | Classement |
| ---------- | --- | ---------------------- | ---- | -------- | ---------------------------------------------------------- | ------ | ---------- |
| 30/12/1956 | J18 | Toulouse FC            | Ext. | 3 - 0    | -                                                          | 26     | 1          |
| 01/01/1957 | J19 | Nîmes Olympique        | Ext. | 0 – 0    | -                                                          | 27     | 1          |
| 06/01/1957 | J20 | FC Nancy               | Dom. | 6 - 1    | Wicart 6e, Mekloufi 14e 74e, N’Jo Léa 24e 39e, Lefèvre 64e | 29     | 1          |
| 20/01/1957 | J21 | RC Lens                | Ext. | 0 - 2    | N’Jo Léa 58e 62e                                           | 31     | 1          |
| 27/01/1957 | J22 | RC Paris               | Dom. | 3 - 1    | Domingo 22e, Fouillen 35e, N’Jo Léa 87e                    | 33     | 1          |
| 10/02/1957 | J23 | Olympique lyonnais     | Dom. | 3 - 2    | Mekloufi 4e, Rijvers 17e, N’Jo Léa 60e                     | 35     | 1          |
| 17/02/1957 | J24 | AS Monaco FC           | Ext. | 3 - 1    | N’Jo Léa 22e                                               | 35     | 1          |
| 24/02/1957 | J25 | Stade de Reims         | Dom. | 0 – 0    | -                                                          | 36     | 1          |
| 10/03/1957 | J26 | US Valenciennes-Anzin  | Dom. | 5 - 4    | Fouillen 31e 39e, Rijvers 42e, Peyroche 45e, Domingo 78e   | 38     | 1          |
| 11/03/1957 | J27 | Olympique de Marseille | Ext. | 4 -3     | Mekloufi 53e 58e 59e                                       | 38     | 1          |
| 31/03/1957 | J28 | OGC Nice               | Dom. | 4 - 2    | N’Jo Léa 34e, Fouillen 37e, Rijvers 61e, Lefèvre 69e       | 40     | 1          |
| 14/04/1957 | J29 | Angers SCO             | Ext. | 0 - 1    | Mekloufi 86e                                               | 42     | 1          |
| 21/04/1957 | J30 | FC Sochaux             | Ext. | 1 – 1    | N’Jo Léa 5e                                                | 43     | 1          |
| 28/04/1957 | J31 | UA Sedan-Torcy         | Dom. | 2 – 2    | N’Jo Léa 8e , Ferrier 13e (pen.)                           | 44     | 1          |
| 01/05/1957 | J32 | FC Metz                | Ext. | 1 - 2    | Ferrier 33e (pen.), Domingo 57e                            | 46     | 1          |
| 12/05/1957 | J33 | RC Strasbourg          | Dom. | 1 – 1    | N’Jo Léa 52e                                               | 47     | 1          |
| 19/05/1957 | J34 | Stade rennais UC       | Dom. | 2 - 0    | Ferrier 21e (pen.), Rijvers 64e                            | 49     | 1          |

#### Classement
| Rang | Équipe                  | Pts | J  | G  | N  | P  | Bp | Bc | GA    |
| ---- | ----------------------- | --- | -- | -- | -- | -- | -- | -- | ----- |
| 1    | AS Saint-Étienne        | 49  | 34 | 20 | 9  | 5  | 88 | 45 | 1,956 |
| 2    | RC Lens                 | 45  | 34 | 21 | 3  | 10 | 77 | 49 | 1,571 |
| 3    | Stade de Reims          | 43  | 34 | 18 | 7  | 9  | 73 | 47 | 1,553 |
| 4    | RC Paris                | 42  | 34 | 17 | 8  | 9  | 86 | 55 | 1,564 |
| 5    | AS Monaco FC            | 40  | 34 | 17 | 6  | 11 | 57 | 44 | 1,295 |
| 6    | Olympique de Marseille  | 39  | 34 | 16 | 7  | 11 | 60 | 53 | 1,132 |
| 7    | FC Sochaux              | 33  | 34 | 14 | 5  | 15 | 63 | 62 | 1,016 |
| 8    | Toulouse FC C           | 32  | 34 | 12 | 8  | 14 | 61 | 49 | 1,245 |
| 9    | UA Sedan-Torcy          | 32  | 34 | 9  | 14 | 11 | 51 | 59 | 0,864 |
| 10   | Nîmes Olympique         | 31  | 34 | 13 | 5  | 16 | 52 | 56 | 0,929 |
| 11   | Angers SCO P            | 31  | 34 | 10 | 11 | 13 | 42 | 51 | 0,824 |
| 12   | Olympique lyonnais      | 30  | 34 | 13 | 4  | 17 | 45 | 53 | 0,849 |
| 13   | OGC Nice T              | 30  | 34 | 11 | 8  | 15 | 59 | 72 | 0,819 |
| 14   | US Valenciennes-Anzin P | 29  | 34 | 10 | 9  | 15 | 43 | 72 | 0,597 |
| 15   | FC Metz                 | 28  | 34 | 9  | 10 | 15 | 51 | 58 | 0,879 |
| 16   | Stade rennais UC P      | 27  | 34 | 11 | 5  | 18 | 36 | 63 | 0,571 |
| 17   | RC Strasbourg           | 26  | 34 | 9  | 8  | 17 | 43 | 66 | 0,652 |
| 18   | FC Nancy                | 25  | 34 | 8  | 9  | 17 | 43 | 76 | 0,566 |

Victoire à 2 points
Qualification européenne
- 1er : qualifié pour la Coupe Latine
et la Coupe des clubs champions européens

Relégation
- 16e : barrage de relégation en Division 2
- 17e et 18e : relégation en Division 2

Abréviations
T : Tenant du titre

C : Vainqueur de la Coupe de France 1956-57

P : Promus de Division 2
- En cas d'égalité entre deux clubs, le premier critère de départage est la moyenne de buts.
- L'Olympique Alès et l'AS Béziers accèdent directement à la première division, étant les deux premiers de Division 2.
- Le Lille OSC bat le Stade rennais UC en barrages (0-2, 3-1, puis 2-1 en match d'appui) et accède ainsi à la Division 1, reléguant son adversaire.

### Coupe de France

#### Tableau récapitulatif des matchs
| Date       | N o              | Adversaire | Lieu                              | Résultat | Buteurs pour Saint-Étienne                                | Suite                           |
| ---------- | ---------------- | ---------- | --------------------------------- | -------- | --------------------------------------------------------- | ------------------------------- |
| 13/01/1957 | 32èmes de finale | Mondeville | Stade de la Cavée verte, Le Havre | 5 - 2    | N’Jo Léa 5e 67e 86e, Tylinski M. 35e, Mekloufi 47e (pen.) | Qualifiés pour le prochain tour |
| 03/02/1957 | 16èmes de finale | FC Sochaux | Parc Lescure,Bordeaux             | 2- 3     | N’Jo Léa 43e 78e                                          | Éliminés                        |

### Coupe de Drago

#### Tableau récapitulatif des matchs
| Date       | N o     | Adversaire           | Lieu                             | Résultat | Buteurs pour Saint-Étienne | Suite    |
| ---------- | ------- | -------------------- | -------------------------------- | -------- | -------------------------- | -------- |
| 03/03/1957 | 2e tour | CO Roubaix-Tourcoing | Stade Amédée-Prouvost, Wattrelos | 4- 1     | Peyroche 84e               | Éliminés |

### Coupe Latine

#### Tableau récapitulatif des matchs
| Date       | N o         | Adversaire       | Lieu                            | Résultat | Buteurs pour Saint-Étienne           | Suite      |
| ---------- | ----------- | ---------------- | ------------------------------- | -------- | ------------------------------------ | ---------- |
| 20/06/1957 | Demi-Finale | Benfica Lisbonne | Stade Santiago Bernabéu, Madrid | 1 -0     | -                                    | Éliminés   |
| 23/06/1957 | 3e place    | Milan AC         | Stade Santiago Bernabéu, Madrid | 4 -3     | Wicart 8e, Mekloufi 80e, N’JoLéa 87e | Termine 4e |

### Challenge des Champions
Le Challenge des Champions fait affronter le vainqueur du championnat au vainqueur de la Coupe de France. Le match clôt la saison. L'ASSE remporte cette édition.
| Date       | N o    | Adversaire  | Lieu                        | Résultat | Buteurs pour Saint-Étienne |
| ---------- | ------ | ----------- | --------------------------- | -------- | -------------------------- |
| 07/06/1957 | Finale | Toulouse FC | Stadium municipal, Toulouse | 1 - 2    | Oleksiak 6e, Fouillen 38e  |

## Statistiques

### Buteurs
| Place | Nom              | Division 1 | Coupe de France | Coupe Drago | Coupe Latine | Challenge des Champions | TOTAL des BUTS |
| 1     | Eugène N'Jo Léa  | 29 buts    | 5 buts          | -           | 1 but        | -                       | 35 buts        |
| 2     | Rachid Mekhloufi | 25 buts    | 1 but           | -           | 1 but        | -                       | 27 buts        |
| 3     | Bernard Lefèvre  | 10 buts    | -               | -           | -            | -                       | 10 buts        |
| 4     | Kees Rijvers     | 9 buts     | -               | -           | -            | -                       | 9 buts         |
| 5     | René Domingo     | 5 buts     | -               | -           | -            | -                       | 5 buts         |
| 5     | Armand Fouillen  | 4 buts     | -               | -           | -            | 1 but                   | 5 buts         |
| 7     | René Ferrier     | 3 buts     | -               | -           | -            | -                       | 3 buts         |
| 8     | François Wicart  | 1 but      | -               | -           | 1 but        | -                       | 2 buts         |
| 8     | Jean Oleksiak    | 1 but      | -               | -           | -            | 1 but                   | 2 buts         |
| 8     | Georges Peyroche | 1 but      | -               | 1 but       | -            | -                       | 2 buts         |
| 11    | Michel Tylinski  | -          | 1 but           | -           | -            | -                       | 1 but          |
| Total | 11 buteurs       | 88 buts    | 7 buts          | 1 but       | 3 buts       | 2 buts                  | 101 buts       |

Date de mise à jour : le 6 novembre 2014.

### Affluences
La capacité du stade vient d'être agrandie à 30 000 places. Nouveau record à Geoffroy-Guichard avec les 30968 spectateurs pour la venue de Reims.
285 241 spectateurs ont assisté à une rencontre de championnat cette saison, soit 16779 spectateurs de moyenne
Affluence de l'AS Saint-Étienne à domicile

## Équipe de France
Un seul Stéphanois aura les honneurs de l’Équipe de France cette année en la personne de Rachid Mekhloufi avec trois sélections.
| Joueurs          | Position  | Date       | Lieu     | Adversaire | Type rencontre         | Score | Temps de jeu | Buts |
| Rachid Mekhloufi | Attaquant | 21.10.1956 | Colombes | URSS       | Amical                 | 2 - 1 | 90           | -    |
| Rachid Mekhloufi | Attaquant | 11.11.1956 | Colombes | Belgique   | Qualif. Coupe du monde | 6 - 3 | 90           | -    |
| Rachid Mekhloufi | Attaquant | 24.03.1956 | Lisbonne | Portugal   | Amical                 | 0 - 1 | 90           | -    |

Quatre Stéphanois ont joué en équipe de France Espoirs cette saison : Michel Tylinski, Richard Tylinski, René Ferrier et Jean Oleksiak.
| Joueurs          | Position  | Date       | Lieu      | Adversaire | Type rencontre | Score | Temps de jeu | Buts |
| Michel Tylinski  | Défenseur | 17.10.1956 | Bristol   | Angleterre | Amical         | 0 – 0 | 90           | -    |
| Richard Tylinski | Défenseur | 17.10.1956 | Bristol   | Angleterre | Amical         | 0 – 0 | 90           | -    |
| René Ferrier     | Milieu    | 17.10.1956 | Bristol   | Angleterre | Amical         | 0 – 0 | 90           | -    |
| Jean Oleksiak    | Milieu    | 17.10.1956 | Bristol   | Angleterre | Amical         | 0 – 0 | 90           | -    |
| Michel Tylinski  | Défenseur | 11.11.1956 | Marseille | Italie     | Amical         | 0 - 3 | 90           | -    |
| Richard Tylinski | Défenseur | 11.11.1956 | Marseille | Italie     | Amical         | 0 - 3 | 90           | -    |
| René Ferrier     | Milieu    | 11.11.1956 | Marseille | Italie     | Amical         | 0 - 3 | 90           | -    |